# Tarnica (Niemodlin)
Tarnica (deutsch: Tarnitze, 1936–1945 Dornfeld) ist ein Dorf in der Stadt- und Landgemeinde Niemodlin im Powiat Opolski, der Woiwodschaft Oppeln in Polen.

## Geographie
Tarnica liegt zehn Kilometer nordwestlich von Niemodlin (Falkenberg) und 36 Kilometer westlich von Opole (Oppeln) in der Schlesischen Tiefebene. Westlich von Tarnica fließt die Glatzer Neiße.
Nachbarorte sind Głębocko (Tiefensee), nördlich Radoszowice (Raschwitz), nordöstlich Rutki (Rautke), südöstlich Rogi (Rogau) und südwestlich Tłustoręby (Kirchberg).

## Geschichte
Die Umgebung von Tarnitze war bereits im frühen Mittelalter besiedelt. Dies belegen mehrere Funde aus dieser Zeit. An der Glatzer Neiße befindet sich außerdem ein mittelalterlicher Burghügel. Der Ort selber wird 1539 erstmals erwähnt. Der Ortsname leitet sich von den hier prägenden Pflanzen ab, hier vom polnischen Wort tarn (dt. Schwarzdorn, Schlehdorn).
Nach dem Ersten Schlesischen Krieg 1742 fiel Tarnitze mit dem größten Teil Schlesiens an Preußen.
Nach der Neuorganisation der Provinz Schlesien gehörte die Landgemeinde Tarnitze ab 1817 zum Landkreis Falkenberg O.S. im Regierungsbezirk Oppeln. 1845 bestanden im Dorf 24 Häuser. Im gleichen Jahr lebten in Tarnitze 164 Menschen, davon 17 katholische. 1855 lebten 171 Menschen im Ort. 1865 zählte das Dorf 36 Gärtnerstellen. Eingeschult waren die Einwohner nach Kirchberg. 1874 wurde der Amtsbezirk Kirchberg gegründet, welcher aus den Landgemeinden Kirchberg, Rogau, Sonnenberg und Tarnitze und die Gutsbezirke Kirchberg, Rogau, Sonnenberg und Tarnitze bestand. 1885 zählte Tarnitze 80 Einwohner.
1933 lebten in Tarnitze 170 Menschen. Zum 28. Juli 1936 wurde Tarnitze in Dornfeld umbenannt. Im Jahr 1939 zählte das Dorf 181 Einwohner. Bis Kriegsende 1945 gehörte der Ort Tarnitze zum Landkreis Falkenberg O.S.
Am 8. Februar 1945 wurde das Dorf durch die Rote Armee eingenommen. 1945 kam der bisher deutsche Ort Dornfeld unter polnische Verwaltung und wurde in Tarnica umbenannt. Am 21. Juni 1946 wurde die restliche deutsche Bevölkerung vertrieben. 1950 kam der Ort zur Woiwodschaft Oppeln. 1999 kam der Ort als Teil der Gmina Niemodlin zum wiedergegründeten Powiat Opolski.